# El hombre de las mil caras (película de 2016)
El hombre de las mil caras es una película española dirigida por Alberto Rodríguez, estrenada el 23 de septiembre de 2016.
Sus actores principales son Eduard Fernández, José Coronado, Marta Etura y Carlos Santos y con la colaboración especial de Emilio Gutiérrez Caba.

## La película
La película se presentó en la Sección Oficial de la 64 edición del Festival Internacional de Cine de San Sebastián, en septiembre de 2016, donde su protagonista Eduard Fernández recibió como galardón la Concha de Plata al mejor actor.
La película está producida por Zeta Audiovisual, Atresmedia Cine, Atípica Films, Sacromonte Films y El espía de las mil caras AIE, además de la participación de Atresmedia, Movistar+ y Canal Sur y contó con un presupuesto de 5.000.000€. El rodaje se inició en julio de 2015 en París para continuar después en Madrid, Ginebra y Singapur.
El guion ha sido escrito por Alberto Rodríguez y Rafael Cobos, basado en el libro periodístico de Manuel Cerdán Paesa, el espía de las mil caras. Rodríguez ha trabajado con el mismo equipo con el que obtuvo un éxito en 2014 con la La isla mínima. La idea de esta película sobre Paesa pasó por diversos directores antes de llegar a Alberto Rodríguez, que decidió limitar la película a la historia de la huida de Roldán que sirve para retratar a Paesa.

## Argumento
Historia basada en hechos reales, aborda la relación entre el que fuera agente secreto español Francisco Paesa y el ex director general de la Guardia Civil, Luis Roldán. Paesa (Eduard Fernández), responsable de una de las operaciones más importantes contra la organización terrorista  ETA, se ve envuelto en un caso de extorsión en plena crisis de los GAL, y tiene que huir de España. Cuando regresa, años después, está arruinado. En tales circunstancias, recibe la visita de Luis Roldán (Carlos Santos) y de su mujer Nieves Fernández (Marta Etura), que le ofrecen un millón de dólares si les ayuda a salvar 1.500 millones de pesetas sustraídos. En colaboración con su amigo Jesús Camoes (José Coronado), Paesa diseña un plan infalible.

## Reparto
- Eduard Fernández: Francisco Paesa
- José Coronado: Jesús Camoes
- Carlos Santos: Luis Roldán
- Marta Etura: Nieves Fernández Puerto
- Luis Callejo: Juan Alberto Belloch
- Emilio Gutiérrez Caba: Osorno
- Enric Benavent: Amérigo Casturelli
- Pedro Casablanc: Abogado de Paesa
- Alba Galocha: Beatriz García Paesa
- Jimmy Shaw: Inversor
- Santiago Molero: Inversor
- Tomás del Estal: Bermejo
- Israel Elejalde: González
- Mireia Portas: Gloria (mujer de Paesa)
- Christian Stamm: Hans

## Localizaciones de rodaje
La película debe ambientar diversos lugares y por eso se rodó en París, Madrid y otras ciudades.

## Premios
La película ha obtenido el Premio Feroz Zinemaldia, que distingue a la mejor película de la Sección Oficial a concurso del Festival de Cine de San Sebastián en 2016, otorgado por la Asociación de Informadores Cinematográficos de España.
31.ª edición de los Premios Goya
| Categoría                     | Nominados                                         | Resultado |
| ----------------------------- | ------------------------------------------------- | --------- |
| Mejor película                | Mejor película                                    | Nominado  |
| Mejor dirección               | Alberto Rodríguez                                 | Nominado  |
| Mejor actor protagonista      | Eduard Fernández                                  | Nominado  |
| Mejor actor revelación        | Carlos Santos                                     | Ganadores |
| Mejor guion adaptado          | Alberto Rodríguez Rafael Cobos                    | Ganadores |
| Mejor dirección de producción | Manuela Ocón                                      | Nominada  |
| Mejor montaje                 | José M.G. Moyano                                  | Nominado  |
| Mejor música original         | Julio de la Rosa                                  | Nominado  |
| Mejor dirección artística     | Pepe Domínguez del Olmo                           | Nominado  |
| Mejor maquillaje y peluquería | Yolanda Piña                                      | Nominada  |
| Mejor sonido                  | César Molina Daniel de Zayas José Antonio Manovel | Nominados |

Medallas del Círculo de Escritores Cinematográficos
| Categoría        | Nominados                      | Resultado |
| ---------------- | ------------------------------ | --------- |
| Mejor película   | Mejor película                 | Nominado  |
| Director         | Alberto Rodríguez              | Ganador   |
| Actor            | Eduard Fernández               | Ganador   |
| Actor secundario | José Coronado                  | Nominado  |
| Actor revelación | Carlos Santos                  | Ganador   |
| Guion adaptado   | Alberto Rodríguez Rafael Cobos | Ganadores |
| Montaje          | José M.G. Moyano               | Nominado  |
| Música           | Julio de la Rosa               | Nominado  |

Premios Platino
| Año  | Categoría                                | Nominados                                          | Resultado |
| ---- | ---------------------------------------- | -------------------------------------------------- | --------- |
| 2017 | Mejor Película Iberoamericana de Ficción | Mejor Película Iberoamericana de Ficción           | Nominado  |
| 2017 | Mejor Interpretación Masculina           | Eduard Fernández                                   | Nominado  |
| 2017 | Mejor Guion                              | Rafael Cobos, Alberto Rodríguez Librero            | Nominado  |
| 2017 | Mejor Dirección de Sonido                | Diego de Zayas, César Molina, José Antonio Manovel | Nominado  |